# Paul Henare
Paul Donald Henare (Napier, 4 marzo 1979) è un ex cestista e allenatore di pallacanestro neozelandese.

## Carriera
Con la Nuova Zelanda ha partecipato ai Giochi olimpici di Atene 2004, a due edizioni dei Campionati mondiali (2002, 2006) e a due dei Campionati oceaniani (2003, 2007).
Da allenatore ha guidato la Nuova Zelanda ai Campionati oceaniani del 2015, ai Campionati asiatici del 2017 e ai Campionati mondiali del 2019.

## Palmarès

### Giocatore
- Campionato australiano: 1

New Zealand Breakers: 2010-11
- Campionato neozelandese: 3

Auckland Stars: 1999, 2000
Hawke's Bay Hawks: 2006

### Allenatore
- Campionato neozelandese: 3

Southland Sharks: 2013, 2015
Wellington Saints: 2019

#### Individuale
- Allenatore dell'anno del campionato neozelandese: 3

2012, 2013, 2015